# Mame Tacko Diouf
Mame Tacko Diouf (née le 17 octobre 1976) est une athlète sénégalaise, spécialiste du 100 m haies et du 400 m haies. 

## Biographie
Elle remporte deux titres de championne d'Afrique, sur 400 m haies en 2000, et au titre du relais 4 × 400 m en 2004. Elle s'adjuge par ailleurs trois médailles d'argent et deux médailles de bronze.

### Palmarès
| Date | Compétition            | Lieu         | Résultat | Épreuve     | Performance   |
| ---- | ---------------------- | ------------ | -------- | ----------- | ------------- |
| 1996 | Championnats d'Afrique | Yaoundé      | 3e       | 100 m haies | 14 s 21       |
| 1998 | Championnats d'Afrique | Dakar        | 2e       | 100 m haies | 13 s 08       |
| 1998 | Championnats d'Afrique | Dakar        | 2e       | 400 m haies | 55 s 06       |
| 1998 | Championnats d'Afrique | Dakar        | 2e       | 4 x 400 m   | 3 min 31 s 42 |
| 1999 | Jeux africains         | Johannesburg | 3e       | 100 m haies | 13 s 02       |
| 1999 | Jeux africains         | Johannesburg | 1re      | 400 m haies | 55 s 69       |
| 1999 | Jeux africains         | Johannesburg | 2e       | 4 x 400 m   | 3 min 31 s 63 |
| 2000 | Championnats d'Afrique | Alger        | 1re      | 400 m haies | 57 s 48       |
| 2000 | Championnats d'Afrique | Alger        | 2e       | 4 x 400 m   | 44 s 62       |
| 2002 | Championnats d'Afrique | Radès        | 3e       | 400 m haies | 58 s 86       |
| 2004 | Championnats d'Afrique | Brazzaville  | 2e       | 400 m haies | 55 s 62       |
| 2004 | Championnats d'Afrique | Brazzaville  | 1re      | 4 × 400 m   | 3 min 29 s 41 |

### Records
| Épreuve     | Performance | Lieu    | Date         |
| ----------- | ----------- | ------- | ------------ |
| 100 m haies | 12 s 94     | Dakar   | 6 mai 2000   |
| 400 m haies | 54 s 75     | Athènes | 16 juin 1999 |